# Tom Pouilly
Tom Tony Pouilly, né le 18 juin 2003 à Liévin, est un footballeur français qui évolue au poste de milieu défensif au Pau FC.

## Biographie

### Carrière en club

#### Formation et débuts professionnels à Lens (2010-2025)
Pouilly commence le football à l'US Cuincy avant d'intégrer le centre de formation du RC Lens en 2010, à l'âge de sept ans. Il progresse au sein de l'académie lensoise, évoluant à divers postes, notamment celui de milieu offensif, avant de se spécialiser comme piston droit.
Il débute avec l'équipe réserve lors de la saison 2021-2022 en National 2, accumulant 25 apparitions. La saison suivante, il participe à 21 matchs en National 3, inscrivant trois buts. En 2023-2024, il devient un cadre de l'équipe réserve, avec 22 titularisations sur 23 matchs, et est régulièrement convoqué avec le groupe professionnel, figurant sur le banc à six reprises, dont en Ligue 1, Coupe de France, et même en Ligue des Champions.
Le 6 juillet 2024, Pouilly signe son premier contrat professionnel avec le RC Lens, le liant au club jusqu'en 2025. 
Il fait finalement ses débuts en équipe première le 19 octobre 2024, entrant en jeu lors d'une victoire 2-0 contre l'AS Saint-Étienne en Ligue 1. 
Le 26 février 2025, il prolonge son contrat jusqu'en 2027.

#### Départ pour Pau (2025-)
Le 4 août 2025, Tom Pouilly s’engage avec le Pau Football Club évoluant en Ligue 2 pour une durée de trois saisons.   

## Statistiques
| Saison                | Club                  | Championnat           | Championnat | Championnat | Championnat | Coupe(s) nationale(s) | Coupe(s) nationale(s) | Coupe(s) nationale(s) | Compétition(s) continentale(s) | Compétition(s) continentale(s) | Compétition(s) continentale(s) | Compétition(s) continentale(s) | Total | Total | Total |
| Saison                | Club                  | Division              | M.          | B.          | P.d.        | M.                    | B.                    | P.d.                  | Comp.                          | M.                             | B.                             | P.d.                           | M.    | B.    | P.d.  |
| 2021-2022             | RC Lens rés.          | National 2            | 25          | 2           | 0           | -                     | -                     | -                     | -                              | -                              | -                              | -                              | 25    | 2     | 0     |
| 2022-2023             | RC Lens rés.          | National 3            | 21          | 3           | 0           | -                     | -                     | -                     | -                              | -                              | -                              | -                              | 21    | 3     | 0     |
| 2023-2024             | RC Lens rés.          | National 3            | 23          | 1           | 2           | -                     | -                     | -                     | -                              | -                              | -                              | -                              | 23    | 1     | 2     |
| 2024-2025             | RC Lens rés.          | National 3            | 10          | 8           | 2           | -                     | -                     | -                     | -                              | -                              | -                              | -                              | 10    | 8     | 2     |
| Sous-total            | Sous-total            | Sous-total            | 79          | 14          | 4           | -                     | -                     | -                     | -                              | -                              | -                              | -                              | 79    | 14    | 4     |
| 2023-2024             | RC Lens               | Ligue 1               | 0           | 0           | 0           | 0                     | 0                     | 0                     | C1+C3                          | 0                              | 0                              | 0                              | 0     | 0     | 0     |
| 2024-2025             | RC Lens               | Ligue 1               | 10          | 0           | 0           | 0                     | 0                     | 0                     | C4                             | 0                              | 0                              | 0                              | 10    | 0     | 0     |
| Sous-total            | Sous-total            | Sous-total            | 10          | 0           | 0           | 0                     | 0                     | 0                     | -                              | 0                              | 0                              | 0                              | 10    | 0     | 0     |
| 2025-2026             | Pau FC                | Ligue 2               | 1           | 0           | 0           | 0                     | 0                     | 0                     | -                              | 0                              | 0                              | 0                              | 1     | 0     | 0     |
| Total sur la carrière | Total sur la carrière | Total sur la carrière | 90          | 14          | 4           | 0                     | 0                     | 0                     | -                              | 0                              | 0                              | 0                              | 90    | 14    | 4     |